# ハアブ

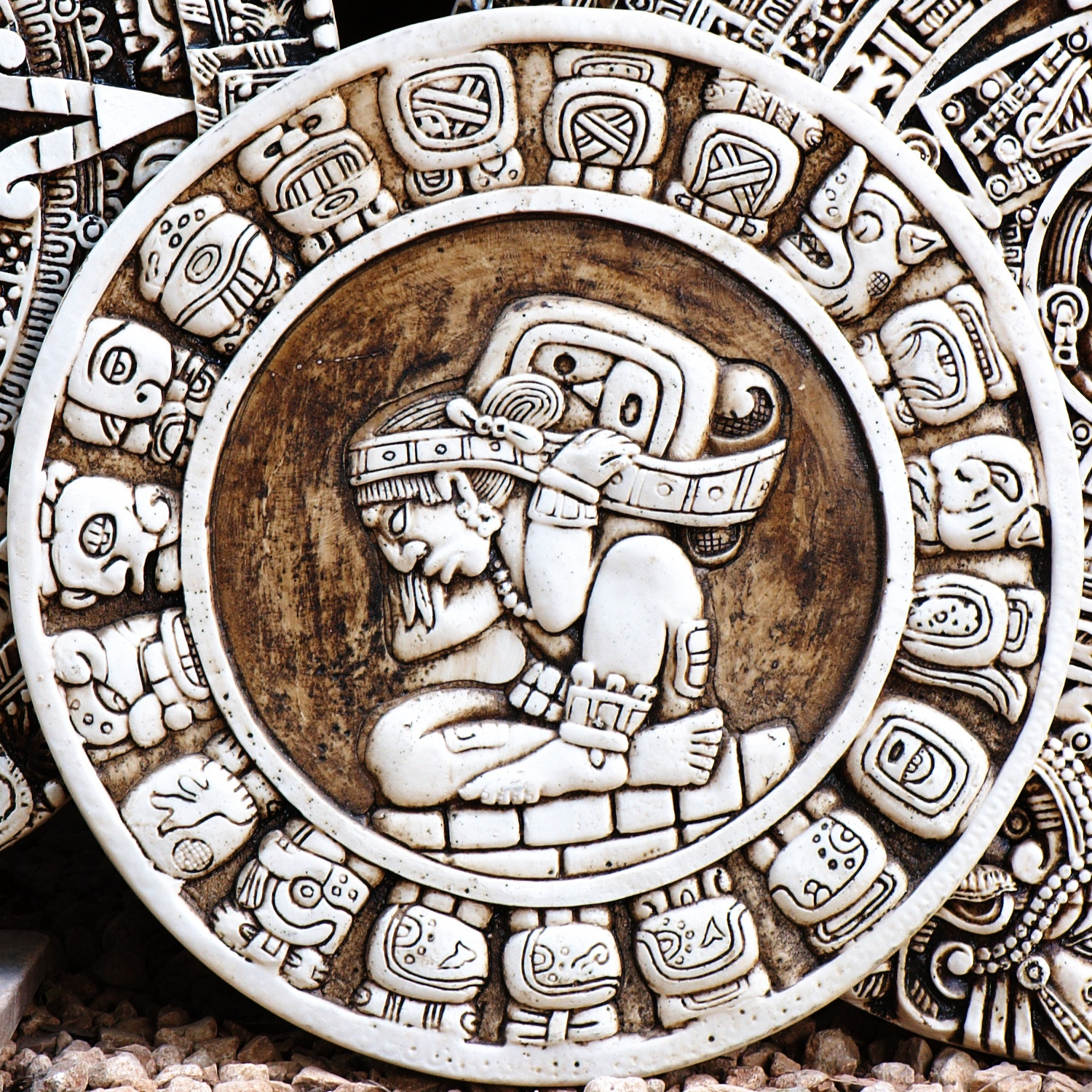
18と1の月で構成されるハアブ暦の周期。

ハアブ（haab) は、マヤ文明において、365日を一周期とする暦である。20日が1か月となる18の「月」と、名前を持たず不吉だとされる5日間で構成されている。ハアブ暦、おおよその1年とも。

## 概要
ハアブ暦は、18の「月」と、0から19まで、または1から20までの数字が順次組み合わさってできる暦になっている。便宜的に0とされている文字は「着座の文字」と呼ばれ、その月が支配の座につくことを表す。
マヤでは、時はそれぞれの神に支配されていて、「日」の神、「月」の神、「年」の神がいると考えられていた。その月が支配の座につくということは、その「月」の神が支配の座につくと同義である。20日たったら、次の「月」の神に支配の座を譲るという考えかたが暦に反映されている。
18の「月」は以下のとおりである。
1. ポプ[† 2] (Pop[† 3])
2. ウオ[† 4] (Wo[† 3])
3. シプ[† 5] (Sip[† 3])
4. ソッツ[† 6] (Sotz'[† 3])
5. セック[† 7] (Sek[† 3])
6. シュル[† 8] (Xul[† 3])
7. ヤシュキン[† 9] (Yaxk'in[† 3])
8. モル[† 10] (Mol[† 3])
9. チェン[† 11] (Ch'en[† 3])
10. ヤシュ[† 12] (Yax[† 3])
11. サック[† 13] (Sak[† 3])
12. ケフ[† 14] (Keh[† 3])
13. マック[† 15] (Mak[† 3])
14. カンキン[† 16] (K'ank'in[† 3])
15. ムアン[† 17] (Muwan[† 3])
16. パシュ[† 18] (Pax[† 3])
17. カヤブ[† 19] (K'ayab[† 3])
18. クムク[† 20] (Kumk'u[† 3])

以上の360日間（20日×18か月）に、5日間のワイェブ (Wayeb) が加わって365日となる。ただし現代の暦にみられる閏年がなかったため、ハアブは太陽の運行や季節と次第にずれていった。しかしマヤ人たちはその事を理解した上で暦を使用していた。
この暦（ワイェブを除く）とツォルキン（暦）が組み合わされて約52年で1周期の暦となる。これをカレンダー・ラウンド（rueda calendárica）という。

### 月を表すマヤ文字

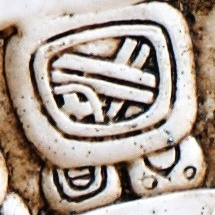
最初の月：ポプ
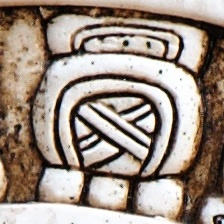
2番目の月：ウオ
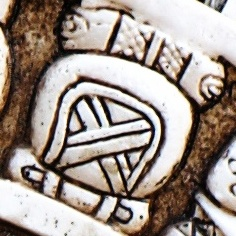
3番目の月：シプ
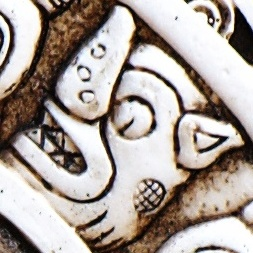
4番目の月：ソッツ
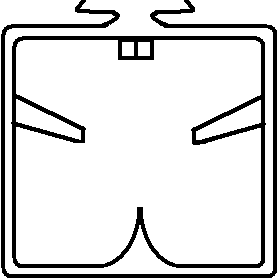
5番目の月：セック
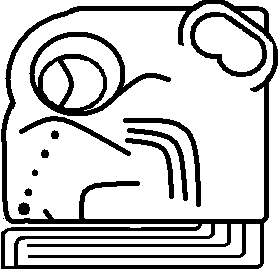
6番目の月：シュル
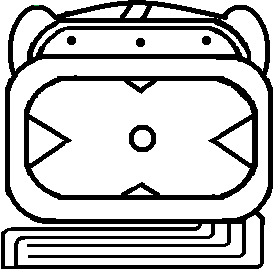
7番目の月：ヤシュキン
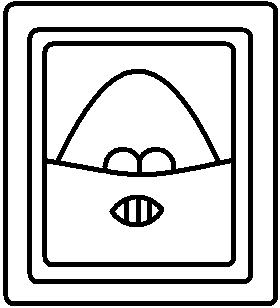
8番目の月：モル
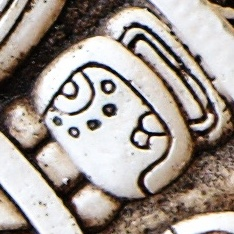
9番目の月：チェン
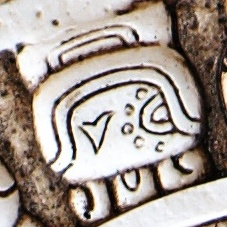
10番目の月：ヤシュ
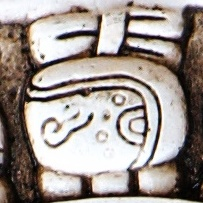
11番目の月：サック
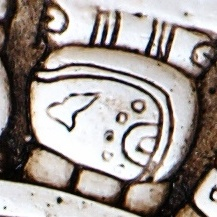
12番目の月：ケフ
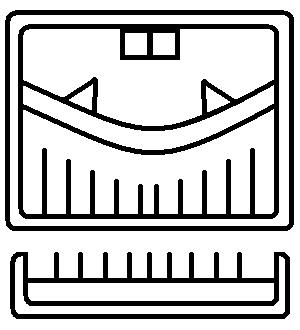
13番目の月：マック
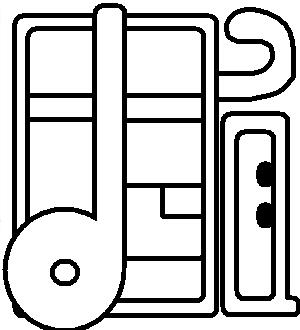
14番目の月：カンキン
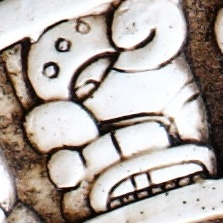
15番目の月：ムアン
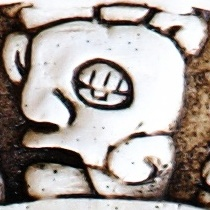
16番目の月：パシュ
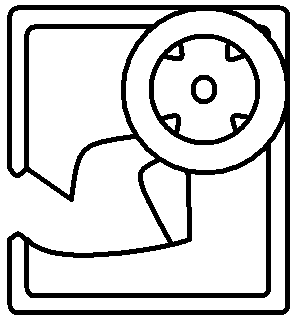
17番目の月：カヤブ
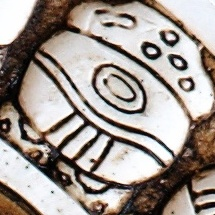
18番目の月：クムク
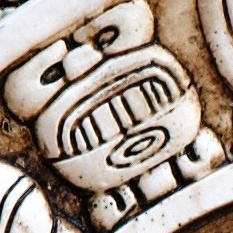
19番目の月：ワイェブ（不吉な日。5日間しかない閏月）

## ハアブ暦の各月の儀式、特色等
一部の月について説明する。
- ポプは、最初の月の名称。ジャガーが守護動物とされた。宴会や踊りも交えた新年の儀式が行われ、あらゆる階層の者たちが参加した。また全ての神々も、時を守るという名目で祭儀の場に集められた（ランダは、「偶像」と記している[要出典]）。人々は家財道具を全てこの日に新調し、ゴミや古道具類はゴミ捨て場に捨てた[5]。

- ウオは、2番目の月の名称。守護神はイツァムナーで、祭儀の合間には神官が鳥占いの結果と託宣を発表した。祭儀の後には、「月の踊り」（オコト・ウィル）という踊りが踊られることもあった。祭儀には、猟師、漁師、宗教的な医師でもある神官、巫女だけが参加したが、他の階級の人々も自分達の守護神に儀式を捧げたという[6]。

- シプは、3番目の月の名称。守護神は蛇に似せて描写される神であるが、該当する神は不明である[6]。

- ソッツは、4番目の月の名称。コウモリが守護動物とされたこと以外には詳細は不明である[7]。

- セックは、5番目の月の名称。セックの祭りの日がやってくると、養蜂者たちは、蜂の神と4柱のバカブ神（とくにホブニル・バカブ）への儀式を催して今年の収穫を願った。祭りの最後には、蜂蜜をバルチェの木の樹皮と混ぜて作った発酵酒を飲んで、神を称えた[7]。

- シュルは、6番目の月の名称。守護神については、よくわかっていないが、この月の16日には全ての住民が参加する重要な祭りである「チック・カバン」（「道化の祝宴」）が行われた。この祭りは、ククルカンに捧げられていた[8]。

- ケフは、12番目の月の名称。「新しい火の祭り」という儀式が行われたということ以外詳しいことはわかっていない[9]。

- カンキンは、14番目の月の名称。この月に行われる儀式や祝宴、守護神については記録がないので不明である[10]。

- カヤブは、17番目の月の名称。守護神はまだ特定されていない。この月には特別な儀式もなく、人々は新年の祭りに備えて休養をとった[11]。

- クムクは、18番目の月の名称。守護神はまだ特定されていない。この月には特別な儀式もなく、人々は新年の祭りに備えて休養をとった[11]。